# Mi adorable esclava
Mi adorable esclava es una película española dirigida por José María Elorrieta y guionizada por él mismo y José Luis Navarro. Fue estrenada el 21 de febrero de 1962. Está protagonizada por Ethel Rojo, Antonio Casal, Licia Calderón y José María Caffarel.

## Reparto
| Actor/Actriz              | Personaje                     |
| ------------------------- | ----------------------------- |
| Ethel Rojo                | Leila                         |
| Antonio Casal             | Leopoldo                      |
| Margot Cottens            | Clarita                       |
| Antonio Riquelme          | Bautista                      |
| Antonio Almorós           | Enrique Cohen                 |
| Pastor Serrador           | Juan                          |
| José María Caffarel       | Director del banco            |
| Luis Sánchez Polack       | Profesor                      |
| José Riesgo               | Diplomático                   |
| Aníbal Vela               | Diplomático                   |
| Beni Deus                 | Señor en el baile             |
| Rosario Royo              | Señora en el baile            |
| Barta Barri               | Comprador de la lámpara       |
| Antonio Giménez Escribano | Anticuario Crespi             |
| Gogó Rojo                 | Belinda                       |
| Francisco Bernal          | Comisario                     |
| Belinda Corel             | Angelines                     |
| Rafael Corés              | Andrada                       |
| Juan Cazalilla            | Borracho                      |
| José Villasante           | Maître                        |
| Licia Calderón            | Susana                        |
| María Esperanza Navarro   | Araceli                       |
| Irene Daina               | Esposa del director del banco |
| César González Ruano      | Embajador                     |